# Мулькевич, Дмитрий Вадимович
Дмитрий Вадимович Мулькевич (бел. Дзмітрый Вадзімавіч Мулькевіч; род. 26 июля 1996, Брест) — белорусский футболист, полузащитник клуба «Нива».

## Карьера
Воспитанник брестского «Динамо». В 2012 году стал выступать в дубле команды. За основную команду дебютировал 9 августа 2014 года в Высшей Лиге против могилёвского «Днепра».
В августе 2015 года отправился в аренду в «Кобрин». Дебютировал за клуб 9 августа 2015 года против «Сморгонь». Стал основным игроком команды, за которую провёл в общей сумме 14 матчей. По окончании аренды вернулся в брестский клуб.
В апреле 2017 года перешёл в «Гранит». Дебютировал за клуб 8 апреля 2017 года в матче против светлогорского «Химика». Первый гол забил 27 октября 2017 года в матче против «Лиды». Стал основным игроком клуба.
В феврале 2018 года перешёл в брестский «Рух», который выступал во Второй Лиге. В этом же сезоне стал победителем чемпионата. В сезоне 2019 года продолжил выступал в брестском клубе, где появился на поле только 4 раза.
В феврале 2020 года перешёл в пинскую «Волну». Дебютировал за клуб 18 апреля 2020 года в матче против «Слонима». Первый гол за клуб забил 30 мая 2020 года в матче против гомельского «Локомотива». В феврале 2021 года продлил контракт с клубом. В новом сезоне футболист получал мало игровой практики и позже покинул клуб.
В июле 2021 года перешёл в «Малориту». Стал основным игроком команды, отличившись 5 забитыми голами.
В марте 2022 года перешёл в польский клуб «ГКС Викилец» из третьей польской лиги, которая является четвёртым по силе дивизионом в стране. Дебютировал за клуб 9 апреля 2022 года в матче против «Знича». В январе 2023 года футболист покинул клуб. За 2 проведенных сезона в клубе, футболист отличился 3 забитыми голами и 2 результативными передачами.
В феврале 2023 года футболист тренировался с белорусской «Нивой» из деревни Долбизно. Дебютировал за клуб 1 апреля 2023 года против гомельского «Бумпрома».

## Достижения
«Рух» (Брест)
- Победитель Второй лиги: 2018